# Paul Reckzeh
Paul Reckzeh (* 4 de noviembre de 1913, Berlín; † 31 de marzo de 1996, Hamburgo) fue un médico alemán y espía de la Gestapo, tristemente conocido por delatar a los miembros de la resistencia del grupo Círculo de Solf.

## Biografía
Reckzeh fue hijo del médico del mismo nombre y estudió medicina entre 1933 a 1939 afiliándose tempranamente al NSDAP. Desde junio de 1943 bajo el nombre de „Robby“, se hacía pasar por suizo sirviendo a la Gestapo como delator. 
Delató a Elisabeth von Thadden y Hilger van Scherpenberg.
Y en 1944 a Hanna Solf y su hija Lagi Gräfin Ballestrem, a Arthur Zarden y su hija Irmgard.
Además de Otto Kiep, delató a más de setenta personas.
Participó en los temidos juicios del Volksgerichtshof capitaneados por el juez Roland Freisler
En 1950 fue condenado a 15 años de arresto. Vivió en la Alemania del Este y ejerció medicina, en 1978 logró huir a Hamburgo donde murió en 1996

## Escritos
- Untersuchungen über die Erythrozytenzahlen im menschlichen Blut, Berlin, Med. Diss., 1940 , Stralsund 1940.